# Megaselia bursaria
Megaselia bursaria är en tvåvingeart som beskrevs av Borgmeier 1971. Megaselia bursaria ingår i släktet Megaselia och familjen puckelflugor. Inga underarter finns listade i Catalogue of Life.